# کلیسای موراوی
کلیسای موراوی (Unitas Fratrum) از قدیمی‌ترین مذاهب پروتستان در جهان است که تاریخ آن به اصلاحات بوهمی قرن ۱۵ میلادی بازمی‌گردد.
نام کلیسا در اصل اشاره به تبعیدشدگانی دارد که در سال ۱۷۲۲ و به دلیل اذیت و آزارهای مذهبی در آن دوره مجبور به فرار از موراویا به زاکسن شدند. امروزه این کلیسا بیش از یک میلیون پیرو در سراسر جهان دارد که سنت‌های قرن ۱۸ را پذیرفته‌اند. پیروان این کلیسا هنوز در قالب میسیونر به فعالیت خود ادامه می‌دهند و ارزش بسیاری برای نهضت وحدت کلیساها، پرهیزگاری شخصی، فعالیت‌های میسیونری و موسیقی قائل‌اند.
نشان کلیسای موراوی به شکل یک بره خدا (Agnus Dei) همراه با پرچم پیروزی است که گرد آن عبارت لاتین "Vicit agnus noster, eum sequamur" به معنای "بره ما فاتح شده‌است، بیایید او را پیروی کنیم" نوشته شده‌است.